# Kret bałkański
Kret bałkański (Talpa stankovici) – gatunek ssaka z rodziny kretowatych (Talpidae).
Zamieszkuje tereny Albanii, Bułgarii, Serbii, Grecji, Macedonii Północnej, Czarnogóry i Słowenii.

## Podgatunki
Wyróżnia się dwa podgatunki:
- T. stankovici montenegrina
- T. stankovici stankovici